# Ginette Harrison
Ginette Harisson, née le 28 février 1958 et morte le 24 octobre 1999, est une alpiniste anglaise professionnelle. Elle a vécu aussi en Australie et aux États-Unis.

## Biographie
Elle étudie la médecine à l'université de Bristol et plus tard spécifiquement la médecine de haute altitude, notamment en passant deux ans à Denver à l'université du Colorado. À 25 ans, elle escalade le mont McKinley, la plus haute montagne d'Amérique du Nord. C'est la première d'une série d’ascensions des plus hauts sommets des sept continents, incluant le mont Everest le 7 octobre 1993, faisant d'elle la deuxième femme britannique à escalader le toit du monde, après Rebecca Stephens (en).
Lors de cette expédition, elle rencontre Gary Pfisterer, qu'elle épouse.
Le 1er décembre 1998, elle gravit le Kangchenjunga par le versant nord, une première pour une femme. Elle devient par la suite la première femme britannique au sommet du Makalu le 22 mai 1999.
Elle meurt dans l'ascension du Dhaulagiri, la septième plus haute montagne du monde, dans une avalanche qui emporte également un sherpa et un autre des onze membres de l'expédition.